# Pyszczak

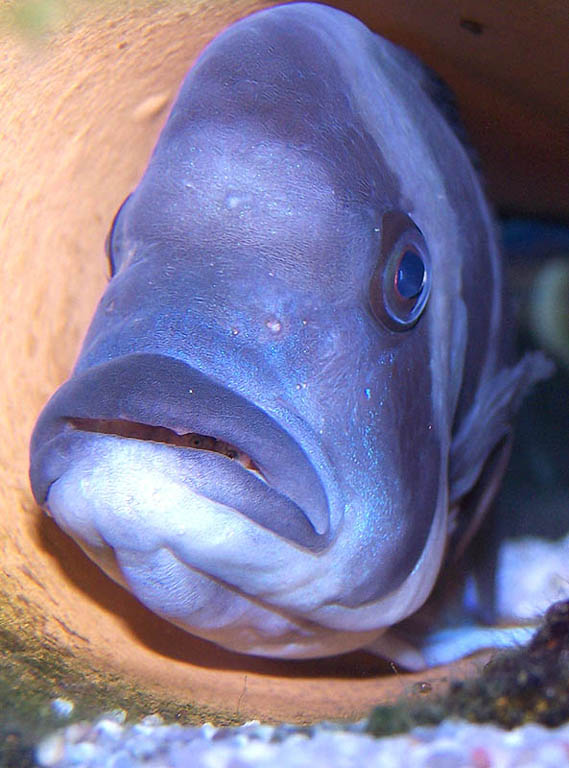
Samica pyszczaka hełmiastego inkubująca ikrę

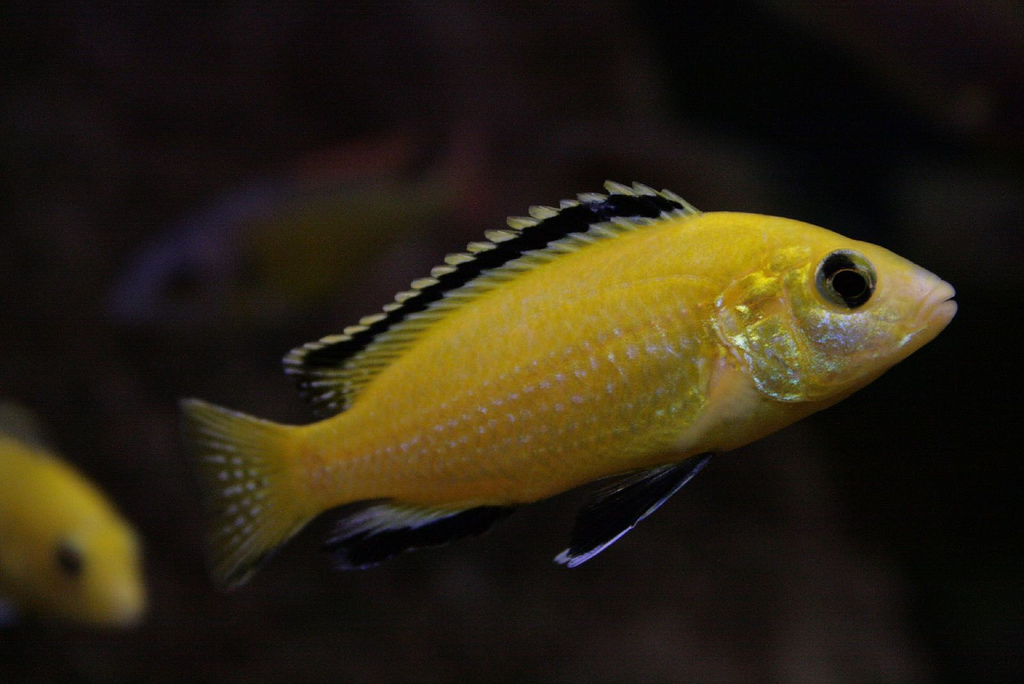
Pyszczak żółty (Labidochromis caeruleus)

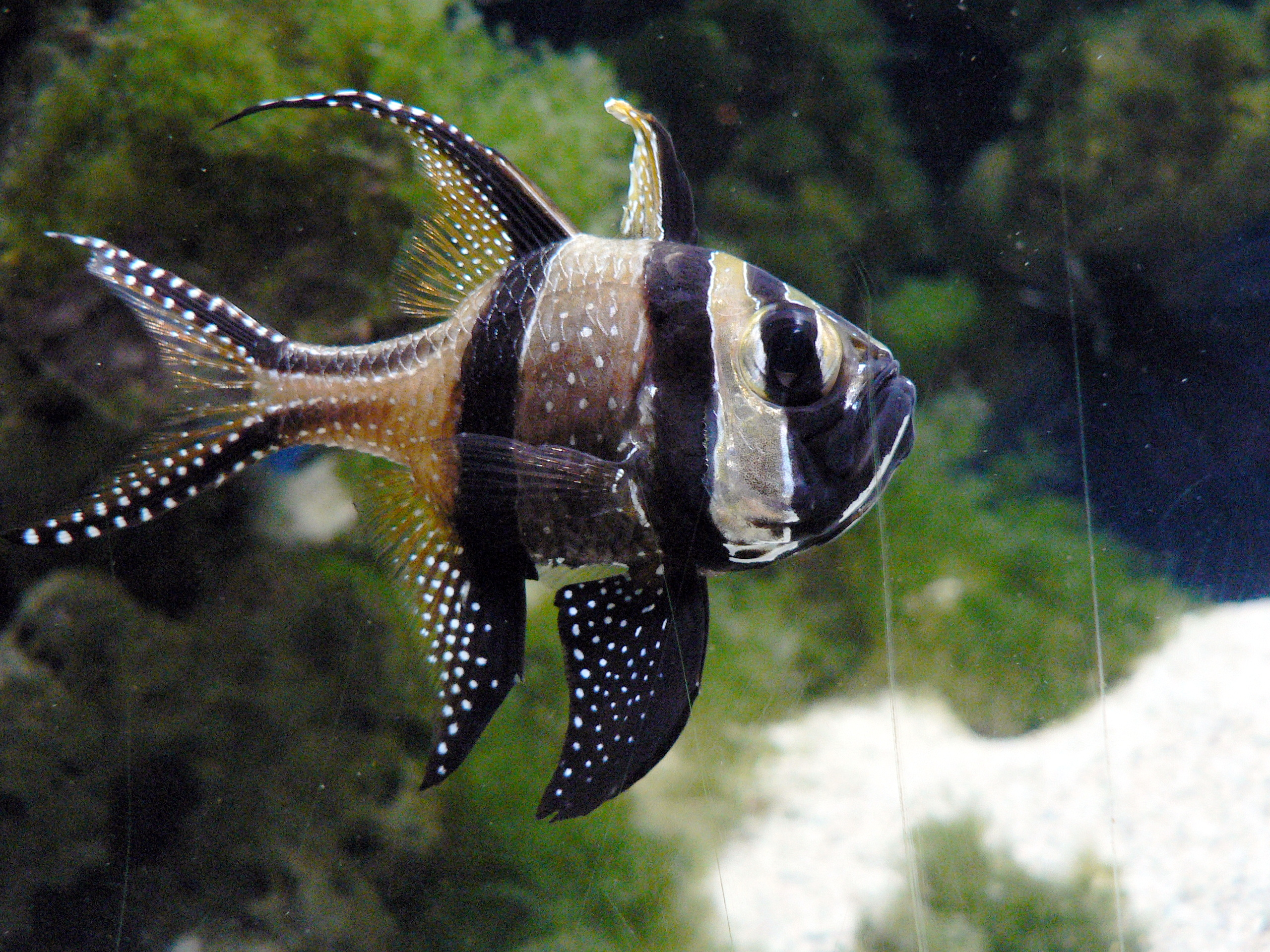
Pterapogon kauderni

Pyszczak, gębacz – nazwa stosowana w odniesieniu do ryby (głównie z rodziny pielęgnicowatych), która inkubuje (wylęga) ikrę we własnej jamie gębowej, a dokładniej w worku gardzielowym. Początkowo nazwa pyszczak była stosowana jedynie do gatunków pielęgnic (głównie afrykańskich tilapii sensu lato), których samice inkubowały ikrę w pysku, a nazwą gębacz określano ryby z rodzaju Haplochromis. Inkubację w pysku zaobserwowano również u gatunków z innych rodzin, a także u samców niektórych gatunków (m.in. samce z rodziny Ariidae).
Nazwą pyszczaki lub pyszczakowce określano też głębinowe ryby żabnicokształtne wyodrębniane w podrzędzie Ceratioidei (matronicowce). 
Osobnik inkubujący (zazwyczaj samica) nie pobiera w tym czasie pokarmu. Wyjątek stanowią: pyszczak hełmiasty, pielęgnica brabancka Duboisa i pielęgnica brabancka Moora, które potrafią pobierać pokarm nie wypuszczając ikry (lub młodych) z pyska. Taka specjalizacja rozrodcza pozwala na zmniejszenie liczby składanych jaj do kilkudziesięciu, a nawet do kilkunastu sztuk. Jaja, a później młode ryby ukryte w pysku rodzica nie są narażone na ataki drapieżników, tym samym ich szanse na przeżycie znacznie rosną. Opiekę nad ikrą i narybkiem pełni zwykle samica. Samce wielu gatunków zajmują się w tym czasie ochroną zajmowanego terytorium, często wykazując przy tym dużą agresję. U niektórych gatunków samce aktywnie włączają się do bezpośredniej opieki nad potomstwem, włącznie z inkubacją ikry (np. Limnochromini).
Oprócz tej – najwyżej rozwiniętej formy rozrodu u ryb jajorodnych – u pyszczaków zaobserwowano takie elementy zachowań społecznych, jak hierarchia zależności pomiędzy członkami grupy oraz pozycja najsilniejszego osobnika na określonym terytorium. Pyszczaki są gatunkami o bardzo różnorodnym wyglądzie, zachowaniu i preferencjach żywieniowych.
Pyszczakami są wszystkie endemiczne pielęgnice z jeziora Niasa (Malawi) i Jeziora Wiktorii, niemal połowa pielęgnic z jeziora Tanganika i wszystkie tilapie z rodzajów Oreochromis, Sarotherodon, Iranocichla, Tristramella i Stomatepia.
Do pyszczaków jeziora Tanganika zalicza się między innymi ryby z rodzajów:
- Cyphotilapia
- Cyprichromis
- Eretmodus
- Petrochromis
- Tropheus
- Xenotilapia

Poza rodziną pielęgnicowatych taką formę opieki nad potomstwem podejmują przedstawiciele innych rodzin, przy czym u jednych robią to samice, a u innych samce:
- wiele apogonowatych, u większości gatunków samice, u pozostałych samce[8],
- u ariusowatych samce prawdopodobnie wszystkich gatunków[8],
- samce z rodziny Opistognathidae[8],
- samce kostnojęzykowych[8],
- samce gymnarchusa nilowego (Gymnarchus niloticus)[9]
- niektóre guramiowate i bagrowate.